# Деменев, Валерий Анатольевич
Вале́рий Анато́льевич Де́менев (укр. Валерій Анатолійович Деменев; 26 октября 1995, Матусов — 24 июня 2023, Лиман Первый) — украинский военнослужащий, младший сержант, участник российско-украинской войны. Герой Украины (21 февраля 2025, посмертно).

## Биография
Родился 26 октября 1995 года в селе Матусов Черкасской области. Со временем семья Валерия переехала в соседнее село Марьяновку, где в сентябре 2002 года он пошел в первый класс Марьяновского учебно-воспитательного комплекса, где учился до девятого класса. Далее получал образование в Киевском профессиональном энергетическом лицее по специальности маляра-штукатура. Впоследствии работал грузчиком.
С первых дней российского вторжения в Украину стал в ряды Вооружённых сил Украины. Был командиром стрелкового отделения. С апреля 2022 года участвовал в боях за Луганскую, Донецкую и Харьковскую области.
Погиб 24 июня 2023 года, выполняя боевое задание, возле села Лиман Первый Купянского района Харьковской области.

## Награды
- Звание «Герой Украины» с удостоением ордена «Золотая Звезда» (21 февраля 2025, посмертно) — за личное мужество и героизм, проявленные в защите государственного суверенитета и территориальной целостности Украины, верность военной присяге[3].